# 长叶菝葜
长叶菝葜（学名：Smilax lanceifolia var. lanceolata）为百合科菝葜属下的一个变种。

## 扩展阅读
- 維基物種上的相關：长叶菝葜